# 一関市立花泉中学校
一関市立花泉中学校（いちのせきしりつ はないずみちゅうがっこう）は、岩手県一関市花泉町にある公立中学校。略称は花中（はなちゅう）。

## 概要
花泉町で進行していた、少子化による教育サービスの低下や既存校舎の老朽化に伴う耐震性などの懸念点を解消するべく、町内の2校（花泉北中学校・花泉南中学校）を2005年4月に統合して開校した。
北側には広大な校庭があり、市営のプールや体育館と隣接している。
2023年4月には、県道183号を挟んだ田園地帯に花泉地域内の全小学校を統合した新制の花泉小学校が開校した。
校歌

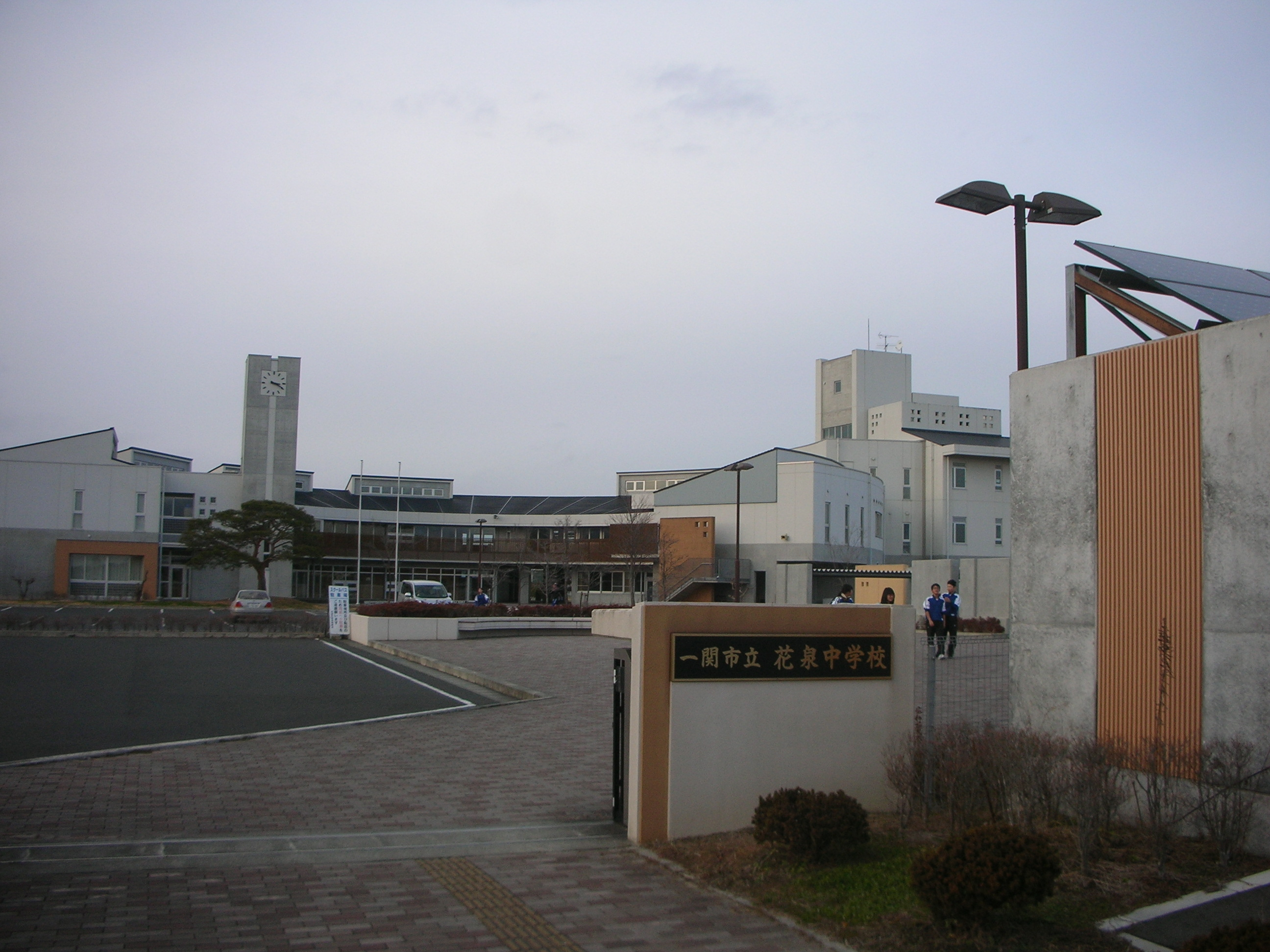
校門前（2016年1月）

校歌は2005年制定で、千葉千代子が作詞し、大熊崇子が作曲した。歌は3部構成となっており、学校脇を流れる「金流川」や永井地区の国道342号沿いに植えられた「嘉栄の松」が登場する。
校章
開校時の設置者である花泉町の町花「桜」と、当校の基本概念の「郷土を愛する心」から連想させるハート型を組み合わせたデザインとなっている。模様の中心には同町の「堤」をイメージしており、生徒・教職員や地域住民らが和と輪を尊重しながら生活してほしいという思いが託されている。
スクールカラー
エメラルドグリーンをスクールカラーとしており、自然豊かな環境と中学生特有の若々しさ、さらに新緑の木々の翠が水面に映し出された際の色が由来となっている。

## 沿革
- 2004年（平成16年）8月 - 体育館を着工[11]。
- 2005年（平成17年）
  - 校舎を落成[3]し、花泉北中学校が使用開始[12]。
  - 3月 - 体育館を落成[12]。
  - 4月1日 - 花泉北中学校と花泉南中学校を統合し、花泉町立花泉中学校として開校[13][4]。校歌を制定[6]。
  - 4月8日 - 開校式を挙行[4]。スクールバスの運行開始[14]。
  - 7月 - 落成式を挙行[15]。
  - 9月20日 - 市町村合併に伴い、「一関市立花泉中学校」に改称。
- 2011年（平成23年）3月11日 - 東北地方太平洋沖地震により各所が被災（被害額は111万8千円）[16]。
- 2016年（平成28年）10月16日 - 第35回岩手県中学校新人ソフトボール大会にて、女子ソフトボール部が優勝[17]。
- 2017年（平成29年）11月12日 - 第5回東北中学校女子新人ソフトボール大会にて、女子ソフトボール部が優勝[18]。
- 2018年（平成30年）8月 - 第40回全国中学校体育大会ソフトボール大会にて、女子ソフトボール部が第3位に入賞[19]。

## 教育目標
- 自ら考え、進んで学ぶ生徒
- 礼節を重んじ、勤労と奉仕に励む生徒
- 心身を鍛え、向上意欲に燃える生徒

出典：

## 学校活動
主な学校行事を掲載。
1学期
- 4月 - 始業式、入学式、修学旅行（3年生）、家庭訪問
- 5月 - 運動会
- 6月 - 通信陸上一関大会、一関地方中総体
- 7月 - 県通信陸上大会、吹奏楽コンクール、社会体験学習（2年生）、県中総体、終業式
- 夏季休業

2学期
- 8月 - NHK全国学校音楽コンクール、始業式、一関地方駅伝大会
- 9月 - わたしの主張一関大会、地区独唱大会、一関地方新人戦
- 10月 - 吹奏楽祭、県新人大会前期、文化祭、一関地方中文祭
- 11月 - 児童生徒音楽発表会、県新人大会後期
- 12月 - アンサンブルコンテスト、終業式
- 冬期休業

3学期
- 1月 - 始業式
- 3月 - 卒業式、修了式
- 学年末休業 - 離任式

## 部活動

### 運動部
- 野球部
- ソフトテニス部
- 剣道部
- バスケットボール部
- バドミントン部

- 卓球部
- サッカー部（男子）
- ソフトボール部（女子）
- バレーボール部（女子）

### 文化部
- 吹奏楽部
- 合唱部
- 美術部
- コンピュータ部

### 特設部
期間限定で有志の生徒が加入する。
- 特設柔道部
- 特設陸上部
- 特設ラグビー部

出典：

## 施設概要
主な施設を掲載。
- 校舎（6,265 m2[1]） - 2005年竣工の鉄筋コンクリート造4階建て[3][20]。塔部分を除いて2階ないし3階建てとなっている。特別教室がある円形部分（交流プラザ）は特徴的な形状をしており、地域住民を対象に生涯学習や交流拠点の役割を果たしている。教室棟は学年ごとにフロアを分け、各学年でのまとまりを重視した[3][2]。
- 屋内運動場（1,653 m2[1]） - 2005年竣工の鉄筋コンクリート一部鉄骨造2階建て[3]。
  - 屋内運動部部室 - 2005年竣工。屋内で活動する運動部用で、7室を設けている[12]。
- 武道館（651 m2[1]） - 1986年度竣工の鉄骨造平屋建て[20]
- 屋外プール - 市営の花泉水泳プールが隣接
- 校庭（16,050 m2[1]）
- 部室
- スクールバス用車庫

## 生徒・学級数
開校以降の生徒数と学級数の推移。
開校以降最も生徒数が多かったのは、開校初年度である2005年度の467人で、各学年150人前後を有していた。その後は減少の一途を辿っており、2008年度に400人、2013年度には350人を割った。
2024年度の生徒数は302人で、市内の中学校では磐井中学校（471人）に次いで2番目に多い。そのうち新入生は90人で、磐井中学校に次いで2番目多く、桜町中学校と同数である。
| 年度                                                  | 生徒数    | 増減 | 学級数 | 増減 | 出典   | 備考               |
| ----------------------------------------------------- | --------- | ---- | ------ | ---- | ------ | ------------------ |
| 2005（平成17）年度                                    | 467(4)    |      | 14(2)  |      | [ 21 ] | 開校、特殊学級設置 |
| 2006（平成18）年度                                    | 458(4)    | －9  | 14(2)  | 0    | [ 23 ] |                    |
| 2007（平成19）年度                                    | 429(6)    | －29 | 14(2)  | 0    | [ 24 ] |                    |
| 2008（平成20）年度                                    | 393(8)    | －36 | 14(2)  | 0    | [ 25 ] |                    |
| 2009（平成21）年度                                    | 366(1)    | －27 | 15(1)  | 1    | [ 26 ] |                    |
| 2010（平成22）年度                                    | 372(2)    | 6    | 13(2)  | －2  | [ 27 ] |                    |
| 2011（平成23）年度                                    | 367(8)    | －5  | 14(2)  | 1    | [ 28 ] |                    |
| 2012（平成24）年度                                    | 364(5)    | －3  | 13(2)  | －1  | [ 29 ] |                    |
| 2013（平成25）年度                                    | 349(6)    | －15 | 13(2)  | 0    | [ 29 ] |                    |
| 2014（平成26）年度                                    | 346(5)    | －3  | 13(2)  | 0    | [ 29 ] |                    |
| 2015（平成27）年度                                    | 348(8)    | 2    | 14(3)  | 1    | [ 29 ] |                    |
| 2016（平成28）年度                                    | 338(7)    | －10 | 14(3)  | 0    | [ 29 ] |                    |
| 2017（平成29）年度                                    | 325(13)   | －13 | 14(3)  | 0    | [ 29 ] |                    |
| 2018（平成30）年度                                    | 314(13)   | －11 | 14(4)  | 0    | [ 29 ] |                    |
| 2019（令和元）年度                                    | 309(14)   | －5  | 13(4)  | －1  | [ 29 ] |                    |
| 2020（令和2）年度                                     | 312(13)   | 3    | 12(3)  | －1  | [ 29 ] |                    |
| 2021（令和3）年度                                     | 305(14)   | －7  | 11(2)  | －1  | [ 29 ] |                    |
| 2022（令和4）年度                                     | 307(13)   | 2    | 11(2)  | 0    | [ 29 ] |                    |
| 2023（令和5）年度                                     | 304(15)   | −3   | 12(3)  | 1    | [ 29 ] |                    |
| 2024（令和6）年度                                     | 302(不明) | －2  | 不明   | 不明 | [ 22 ] |                    |
| ※生徒数・学級数内の括弧は特別支援生徒・学級数（内数） |           |      |        |      |        |                    |

## 学区
- 一関市花泉町全域
  - 花泉、永井、涌津、油島、老松、日形、金沢

出典：
学校から遠い地区にはスクールバスを運行している。

## 進学前小学校
2022年度以前は旧花泉小学校、涌津小学校、永井小学校、老松小学校、金沢小学校、油島小学校が対象だった。
- 一関市立花泉小学校（花泉町涌津） - 2023年度以降[5]

## アクセス
花泉地区中心部の南東、一関市立花泉図書館のそばに位置している。

### 鉄道
- 花泉駅（JR東日本・東北本線）から車で約3分、徒歩で約10分

### バス
- 「花泉図書館前」バス停（一関市営バス）から徒歩で約4分

### 自動車
- 国道342号（花泉バイパス）から県道183号経由で約1分
- 東北自動車道 - 若柳金成ICから約15分

## 周辺
- 一関市立花泉図書館
- 花泉水泳プール
- 金流川
- 花泉第二体育館
- 一関市立花泉小学校